# Étoile Sportive du Sahel
Étoile Sportive du Sahel (árabe: النـجـم الرياضي الساحلي) é um clube de futebol tunisiano da cidade de Sousse, região do Sahel. A equipe foi fundada em 1925 e além do futebol, conta com times de handebol, voleibol, basquete, judô e luta olímpica.

## História
O clube foi fundado em 1939. É uma das equipes mais vitoriosas do futebol africano, tendo já conquistado 1 Liga dos Campeões da CAF, 2 Taça das Confederações da CAF, 1 Liga dos Campeões Árabes, 2 Copa da CAF, 2 Recopa Africana e 2 Supercopa da CAF, 10 Campeonatos Tunisianos, 10 Taças da Tunísia, 1 Taça da Liga e 3 Supercopas da Tunísia.

## Títulos
| CONTINENTAIS | CONTINENTAIS                  | CONTINENTAIS | CONTINENTAIS                                               |
|              | Competição                    | Títulos      | Temporadas                                                 |
| ------------ | ----------------------------- | ------------ | ---------------------------------------------------------- |
|              | Liga dos Campeões da CAF      | 1            | 2007                                                       |
|              | Copa das Confederações da CAF | 2            | 2006, 2015                                                 |
| Africa       | Copa da CAF                   | 2            | 1995, 1999                                                 |
| Africa       | Recopa da CAF                 | 2            | 1997, 2003                                                 |
|              | SuperTaça da CAF              | 2            | 1998, 2008                                                 |
| NACIONAIS    |                               |              |                                                            |
|              | Competição                    | Títulos      | Temporadas                                                 |
|              | Campeonato Tunisiano          | 10           | 1950, 1958, 1963, 1966, 1972, 1986, 1987, 1997, 2007, 2016 |
|              | Copa da Tunisia               | 10           | 1959, 1963, 1974, 1975, 1981, 1983, 1996, 2012, 2014, 2015 |
|              | Copa da Liga Tunisiana        | 1            | 2005                                                       |
|              | Supercopa da Tunísia          | 3            | 1973, 1986, 1987                                           |

## Desempenho nas Liga
Fonte:
O Étoile du Sahel é uns dos clubes que nunca foram rebaixados no campeonato Tunisíano, o clube foi dissolvido nas temporadas 60/61 e 61/62, voltando as ativas já na primeira divisão em 62/63 conquistando o título.
- Temporadas na primeira divisão : 64
- Campeão : 9 vezes
- Vice-campeão : 20 vezes
- Terceiro colocado : 19 vezes
- Pior colocação : 11° entre as 14, temporada 1992-1993

| 1956 | 1957 | 1958 | 1959 |
| ---- | ---- | ---- | ---- |
| 2°   | 3°   | 1°   | 2°   |

| 1960 | 1961 | 1962 | 1963 | 1964 | 1965 | 1966 | 1967 | 1968 | 1969 |
| ---- | ---- | ---- | ---- | ---- | ---- | ---- | ---- | ---- | ---- |
| 7°   | *°   | *°   | 1°   | 6°   | 3°   | 1°   | 2°   | 4°   | 5°   |

| 1970 | 1971 | 1972 | 1973 | 1974 | 1975 | 1976 | 1977 | 1978 | 1979 |
| ---- | ---- | ---- | ---- | ---- | ---- | ---- | ---- | ---- | ---- |
| 3°   | 4°   | 1°   | 2°   | 3°   | 3°   | 2°   | 5°   | 3°   | 3°   |

| 1980 | 1981 | 1982 | 1983 | 1984 | 1985 | 1986 | 1987 | 1988 | 1989 |
| ---- | ---- | ---- | ---- | ---- | ---- | ---- | ---- | ---- | ---- |
| 3°   | 4°   | 3°   | 6°   | 3°   | 4°   | 1°   | 1°   | 5°   | 3°   |

| 1990 | 1991 | 1992 | 1993 | 1994 | 1995 | 1996 | 1997 | 1998 | 1999 |
| ---- | ---- | ---- | ---- | ---- | ---- | ---- | ---- | ---- | ---- |
| 4°   | 3°   | 5°   | 11°  | 2°   | 3°   | 2°   | 1°   | 3°   | 4°   |

| 2000 | 2001 | 2002 | 2003 | 2004 | 2005 | 2006 | 2007 | 2008 | 2009 |
| ---- | ---- | ---- | ---- | ---- | ---- | ---- | ---- | ---- | ---- |
| 2°   | 2°   | 2°   | 2°   | 2°   | 2°   | 2°   | 1°   | 2°   | 3°   |

| 2010 | 2011 | 2012 | 2013 | 2014 | 2015 | 2016 | 2017 | 2018 | 2019 |
| ---- | ---- | ---- | ---- | ---- | ---- | ---- | ---- | ---- | ---- |
| 3°   | 2°   | 4°   | 3°   | 3°   | 2°   | 1°   | 2°   | 3°   | 2°   |

| 2020 | 2021 | 2022 | 2023 | 2024 | 2025 | 2026 | 2027 | 2028 | 2029 |
| ---- | ---- | ---- | ---- | ---- | ---- | ---- | ---- | ---- | ---- |
| 4°   | 2°   | °    | °    | °    | °    | °    | °    | °    | °    |

## Campanhas de destaque

### Internacionais
- Campeonato Mundial de Clubes da FIFA: 4º lugar - 2007
- Liga dos Campeões da CAF

Vice-Campeão: 2004, 2005
- Copa das Confederações da CAF

Vice-Campeão: 2008
- Copa da CAF

Vice-Campeão: 1996 e 2001
- SuperTaça da CAF

Vice-Campeão:2004, 2007,2016

## Lista de treinadores

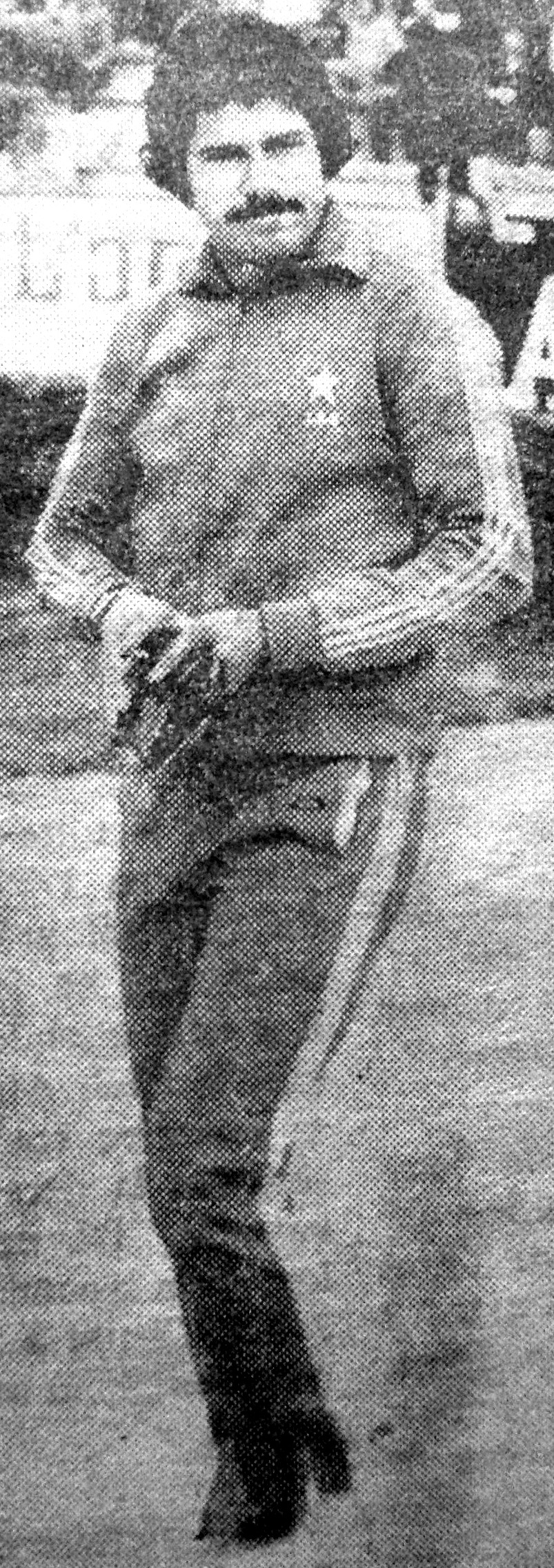
Abdemlmajid Chetali (em 1973), ganhou um campeonato Tunisíano 1971-72, uma Liga dos clubes Campeões do Magrebe em 1973, uma Supercopa da Túnisia em 73, duas taças da Túnisia em 74 e 75, uma Maghreb Cup Winners Cup em 75, além de ter chegado na final da Liga dos Campeões da CAF de 2004 perdendo nós pênaltis.

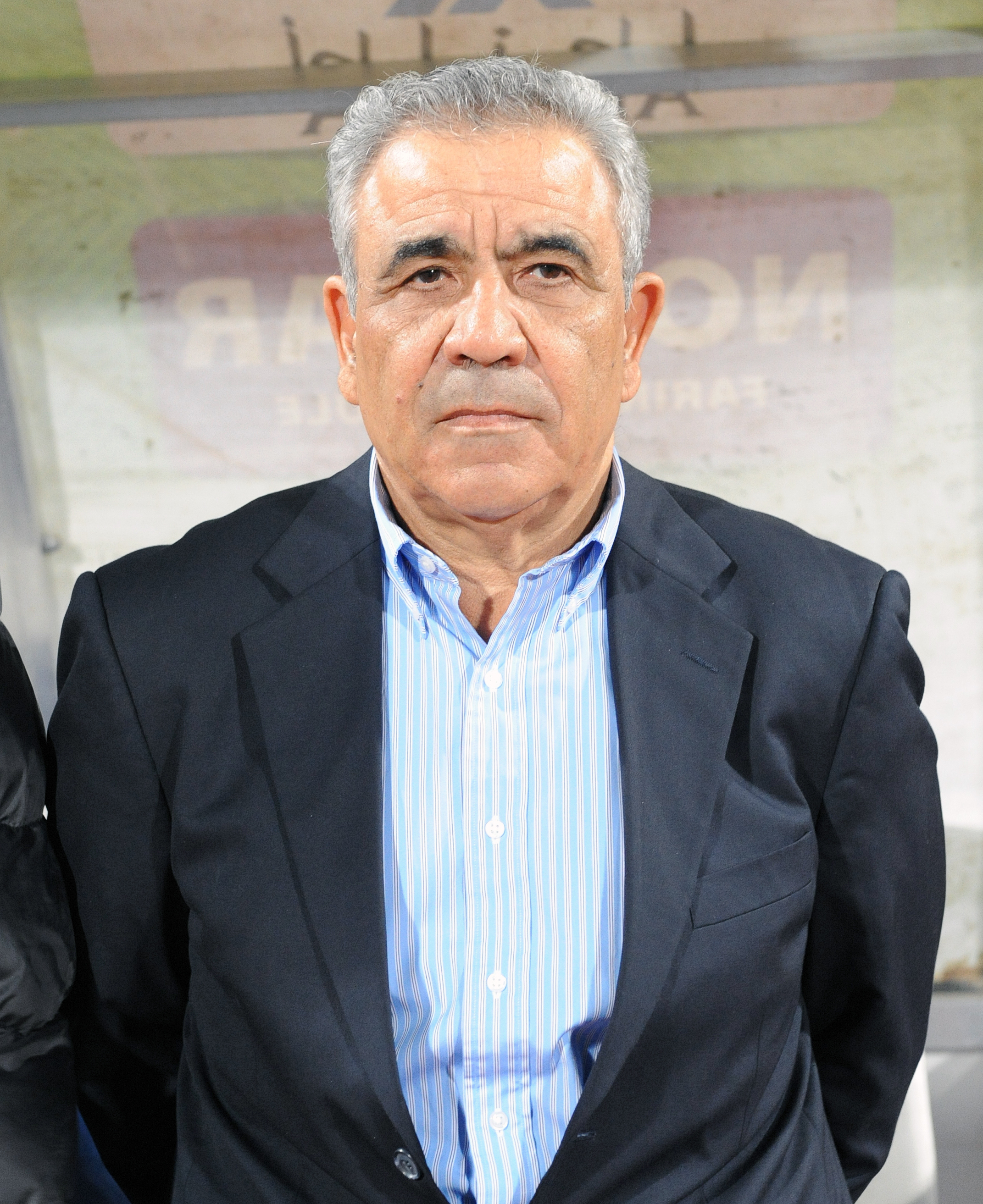
Faouzi Benzarti, pelo clube foi campeão de 3 liga tunisiana em 1987, 2007 e 2016, 1 copa da Túnisia em 2005 e 2 Copa das Confederações da CAF em 2006 e 2015.

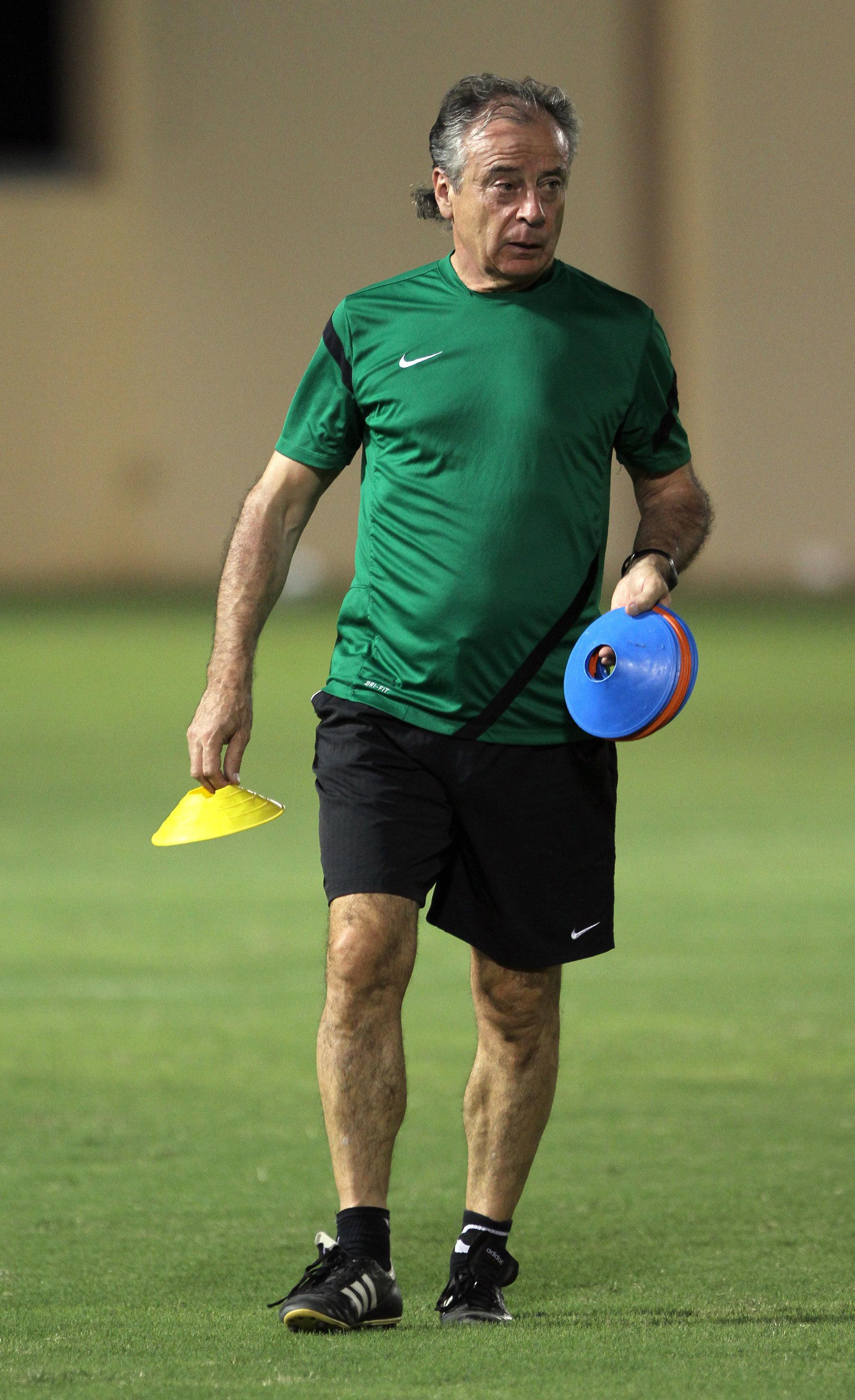
O francês Bertrand Marchand, conquistou a Liga dos Campeões da CAF de 2007 e chegou à semifinal da Copa do Mundo de Clubes da FIFA 2007, no Japão. Ele é o único francês até o momento, jogadores e treinadores juntos, a ter alcançado este desempenho. Seguindo esse curso também conquistou a Supercopa da CAF de 2008.

| - Ali Dardour (1926–29) - Abdelhamid Beddaï (1929–34) - Mohamed Boudhina (1934–53) - Rachid Sehili (1953–54) - Roger Chrétin (1954–55) - Boumedienne Abderrahmane (1955–56) - Georges Berry (July 1, 1956 – June 30, 1958) - Habib Mougou (1958–59) - Said Ibrahimi (1959–60) - Iugoslávia Božidar Drenovac (1960–65) - União Soviética Aleksei Paramonov (1965–67) - Bella Harzeg (1968) - Turay, Béchir Jerbi (1968–69) - Habib Mougou (1969) - Iugoslávia Božidar Drenovac (1969–70) - Abdelmajid Chetali (July 1, 1970 – June 30, 1975) - Raouf Ben Amor (1975–76) - União Soviética Aleksei Paramonov (1976–77) - Raouf Ben Amor, União Soviética Aleksei Paramonov (1977–78) - Ammar Ben Ahmed (1978–80) - Mohsen Habacha (1980–83) | - Iugoslávia Dragan Vasiljević (1983–84) - Ammar Ben Ahmed (1984–85) - Amor Dhib (1985–86) - Faouzi Benzarti (1986–88) - União Soviética Nicolaï Koudiev (1988–89) - Asparuh Nikodimov (1989–90) - Raouf Ben Amor, Ammar Ben Ahmed (1990–91) - Faouzi Benzarti (1991–92) - Ivan Chteline (1992–93) - Rabah Saâdane, Ahmed Ajlani (1993–94) - Dutra (July 1, 1994 – June 30, 1997) - Ivan Buljan, Amor Méziane (1997–98) - Jean Fernandez (July 1, 1998 – June 30, 1999) - Lotfi Benzarti (1999–00) - Mahieddine Khalef, Abderrazzak Chebbi, · Ivica Todorov (2000–01) - Ammar Souayeh, Khaled Ben Sassi, · Bernard Casoni (July 1, 2001 – June 30, 2002) - Paulo Rubim, Ammar Souayah (2002–03) - René Lobello (July 1, 2003 – Dec 13, 2003) - Bernard Simondi (Jan 23, 2004 – June 30, 2004) | - Mrad Mahjoub, Abdelmajid Chétali, · Ammar Souayeh (2004–05) - Iugoslávia M. Baždarević (July 1, 2005 – April 11, 2006) - Faouzi Benzarti (April 14, 2006 – May 30, 2007) - Bertrand Marchand (June 1, 2007 – June 30, 2008) - Michel Decastel (May 2008 – Nov 08) - Gernot Rohr (Nov 27, 2008 – May 15, 2009) - Lotfi Rhim (May 27, 2009 – Dec 16, 2009) - Khaled Ben Sassi (Nov 1, 2009 – Dec 21, 2009) - Piet Hamberg (Dec 22, 2009 – April 16, 2010) - Mohamed Mkacher (April 15, 2010 – June 30, 2010) - Mohamed Fakhir (July 1, 2010 – Oct 4, 2010) - Mondher Kbaier (Oct 4, 2010 – Oct 3, 2011) - Khaled Ben Sassi (Oct 3, 2011 – Feb 12, 2012) - Bernd Krauss (Feb 12, 2012 – March 26, 2012) - Faouzi Benzarti (March 27, 2012 – June 10, 2012) - Mondher Kbaier (June 12, 2012 – Feb 27, 2013) - Denis Lavagne (Feb 28, 2013 – Dec 8,2013) - Roger Lemerre (Dec 8, 2013 – June 30, 2014) - Dragan Cvetković (July 10, 2014 – Aug 11, 2014) - Faouzi Benzarti (Aug 12, 2014–....) |